# سد افوبکا
سد افوبکا (به لاتین: Afobaka Dam) یک سد و نیروگاه برقابی در سورینام است که در Afobaka, Brokopondo District واقع شده‌است.